# Xine
xine es un motor de reproducción multimedia para sistemas operativos tipo-UNIX liberado bajo la licencia GNU GPL. Puede reproducir CD, DVD y Video CD, así como la mayoría de los formatos de computadora comunes como AVI, WMV, MOV y MPEG.
xine consiste en una biblioteca compartida llamada xine-lib, varios plugins y una interfaz gráfica o GUI. Muchos otros programas usan la biblioteca de xine para reproducción multimedia como por ejemplo, Amarok, Kaffeine, Totem o Phonon.

## Historia
El proyecto xine fue iniciado en el año 2000 por Günter Bartsch, poco después de LinuxTag. En aquel momento, reproducir DVD en Linux se describía como un proceso tortuoso, ya que era necesario crear manualmente canales de audio y vídeo con nombre e iniciar sus respectivos procesos de decodificación.
Günter se dio cuenta de que el enfoque OMS (Sistema Multimedia Abierto) o LiViD presentaba deficiencias evidentes en cuanto a la sincronización de audio y vídeo, por lo que xine nació como un experimento para intentar solucionarlo. El proyecto evolucionó hasta convertirse en un reproductor multimedia con  arquitectura multihilo.
Durante el desarrollo de xine, se dedicaron esfuerzos a separar claramente el motor del reproductor (xine-lib) y la interfaz (xine-ui). Desde la versión 1.0 (25/12/2004), la API de xine-lib se considera estable y varias aplicaciones y reproductores dependen de ella.
Günter abandonó el proyecto en 2003 cuando anunció oficialmente a los nuevos líderes del proyecto, Miguel Freitas, Michael Roitzsch, Mike Melanson y Thibaut Mattern.

## Formatos soportados
- Medios físicos: CD, DVD, Video CD
- Contenedor multimedia: 3gp, AVI, ASF, FLV, Matroska, MOV (QuickTime), MP4, NUT, Ogg, OGM, RealMedia
- Formatos de audio: AAC, AC3, ALAC, AMR, FLAC, MP3, RealAudio, Shorten, Speex, Vorbis, WMA
- Formatos de video: Cinepak, DV, H.263, H.264/MPEG-4 AVC, HuffYUV, Indeo, MJPEG, MPEG-1, MPEG-2, MPEG-4 ASP,  RealVideo, Sorenson, Theora, WMV (partial, including WMV1, WMV2 and WMV3; vía FFmpeg)
- Dispositivos de video: V4L, DVB, PVR
- Protocolos de red: HTTP, TCP, UDP, RTP, SMB, MMS, PNM, RTSP